# Тюрин, Виктор Александрович
Ви́ктор Алекса́ндрович Тю́рин (1932—1996) — советский волейбольный тренер. Заслуженный тренер СССР (1972).
С 1971 года работал тренером женской сборной СССР по волейболу, чемпиона Олимпийских игр 1972, Европы 1971 и 1975, серебряного призёра чемпионата мира 1974. Одновременно старший тренер женской сборной молодёжной команды, чемпиона мира 1975. Возглавил сборную СССР после отставки с поста старшего тренера Г.Ахвледиани. Привёл команду к званию чемпиона Европы 1977 и 3-го призёра чемпионата мира 1978.
В 1985 году старший тренер мужской сборной молодёжной команды, чемпиона мира.
В. А. Тюрин являлся автором ряда книг и методических пособий по волейболу.
Награждён орденом «Знак Почёта».

## Труды
- Тюрин В. А. Методика обучения и совершенствования передвижений к приему мяча снизу в волейболе / В. А. Тюрин М.: ВФВ, 1994. — 66 с.

## Источник
- Волейбол. Энциклопедия/Сост. В. Л. Свиридов, О. С. Чехов. Томск: Компания «Янсон» — 2001.